# Kokorou-Namga-Komplex
Der Kokorou-Namga-Komplex (französisch: Complexe Kokorou-Namga) ist ein Feuchtgebiet im Departement Téra im Westen Nigers. Es steht nach der Ramsar-Konvention unter Schutz.

## Lage und Charakteristik
Der Kokorou-Namga-Komplex liegt überwiegend im Gebiet der Gemeinde Kokorou. Der südwestliche Teil befindet sich in der Gemeinde Téra. Beide Gemeinden gehören zum Departement Téra in der Region Tillabéri.
Das geschützte Gebiet hat die Form eines Rechtecks und erstreckt sich über eine Fläche von 66.829 Hektar. Der Eintrag als Ramsar-Gebiet erfolgte am 17. Juni 2001. Im Kokorou-Namga-Komplex liegen die Seen Mare de Kokorou und Mare de Namga sowie mehrere intermittierende Teiche wie die Mare de Zoribi. Die Gewässer sind durch streifenförmige Dünenlandschaften voneinander getrennt. Sie sorgen für ein Mikroklima, das das heiße und trockene Klima der Sahelzone dämpft. Das Grundwasser ist unstetig und liegt relativ tief, ungefähr 30 Meter unterhalb der Erdoberfläche.
Der Kokorou-Namga-Komplex ist die Heimat beziehungsweise der Überwinterungsort zahlreicher Wasservögel. Eine Zählung im Jahr 2000 ergab fast 50.000 Einzeltiere aus 56 Arten. Darunter sind gefährdete Arten wie der Kronenkranich, die Teichralle und das Purpurhuhn. Besonders zahlreich vertreten sind die Witwenpfeifgans, die Gelbbrust-Pfeifgans und die Höckerglanzgans. Die Vegetation auf den stark eisenhaltigen Böden ist rund um die Seen vergleichsweise dicht. Dort, in den Überschwemmungsgebieten, entstand eine Waldsavanne. Auf den Hochebenen und bei Hirsefeldern in der Nähe der Gewässer gedeihen Anabäume und Wüstendatteln. In trockenen Bachbetten und anderen Niederungen sind Seyal-Akazien und Anogeissus leiocarpa anzutreffen.
Die Seen und Teiche sind durch Erosion und Verschmutzung infolge der Wassernutzung durch Haushalte gefährdet. Weitere Gefährdungsfaktoren für das Gebiet sind Überweidung, Überjagung und übermäßige Nutzung von Pflanzen für medizinische Zwecke. Die Ernte von Holz, das als Baumaterial und Feuerholz benötigt wird, stieg wegen der Entstehung der nahegelegenen Bergbaustadt Komabangou stark an.

## Siedlungen
Die größten Siedlungen im geschützten Gebiet sind (in Klammern die Einwohnerzahlen laut Volkszählung 2012):
- das Dorf Kokorou (2919 Einwohner),
- der Weiler Sébangou (1972 Einwohner),
- das Dorf Namga (1440 Einwohner),
- der Weiler Darabangou (1252 Einwohner),
- das Dorf Zoribi (1222 Einwohner),
- der Weiler Toussoukokorou (1016 Einwohner),
- das Dorf Diblo (795 Einwohner).[2]